# 주나고야 대한민국 총영사관
주나고야 대한민국 총영사관은 대한민국 정부가 일본 아이치현 나고야시에 설치된 총영사관이다. 해당 총영사관의 모태로는 주나고야 대한민국 영사관으로 1966년 5월 출발, 8년 뒤인 1974년 총영사관으로 승격, 오늘에 이른다.

## 소재지
- 일본어 : 〒450-0003 日本国愛知県名古屋市中村区名駅南1丁目19-12
- 영어 : 1 Chome-19-12 Meiekiminami, Nakamura Ward, Nagoya, Aichi 450-0003

## 역사
- 1966년 (쇼와 41년) 5월 : 주나고야 대한민국 영사관 개설
- 1974년 (쇼와 49년) 5월 : 주나고야 대한민국 총영사관 승격

## 관할 구역
- 아이치현
- 미에현
- 기후현
- 후쿠이현

## 주요 업무
주요 업무로는 경제·통상·문화·홍보 업무와 여권·사증 발급, 영사 확인, 국적·병역·호적·재외국민등록 관련 등의 영사 업무를 위주로 한다.

## 근무 시간 및 휴무일
- 근무 시간 : 매주 월~금요일 오전 9시 ~ 오후 5시
- 점심 시간 : 매주 월~금요일 낮 12시 ~ 오후 1시 30분

### 휴무일
- 매주 토요일, 일요일
- 일본의 공휴일
- 대한민국의 공휴일 중 3·1절, 광복절, 개천절, 한글날

## 같이 보기

### 일반 주제
- 대한민국의 재외공관 목록
- 일본 주재 외국공관 목록
- 대한민국-일본 관계
- 주일본 대한민국 대사관

### 일본에 설치된 한국 총영사관
- 주오사카 대한민국 총영사관
- 주후쿠오카 대한민국 총영사관
- 주삿포로 대한민국 총영사관
- 주요코하마 대한민국 총영사관
- 주센다이 대한민국 총영사관
- 주니가타 대한민국 총영사관
- 주히로시마 대한민국 총영사관
- 주고베 대한민국 총영사관

### 나고야에 설치된 다른 영사관
- 주나고야 미국 영사관